# Islandsfräne
Islandsfräne (Rorippa islandica) är en korsblommig växtart som först beskrevs av Georg Christian Oeder, och fick sitt nu gällande namn av Vincze von Borbás. Enligt Catalogue of Life ingår Islandsfräne i släktet fränen och familjen korsblommiga växter, men enligt Dyntaxa är tillhörigheten istället släktet fränen och familjen korsblommiga växter. Arten har ej påträffats i Sverige.

## Underarter
Arten delas in i följande underarter:
- R. i. dogadovae
- R. i. islandica